# جزیره تیسل
جزیره تیسل (به انگلیسی: Thistle Island) یک جزیره در استرالیا است که در استرالیای جنوبی واقع شده‌است.